# Sciaena
 Sciaena  ist eine Gattung aus der Familie der Umberfische (Sciaenidae). Sie kommt mit drei Arten im tropischen bis warm-gemäßigten gebieten des Atlantiks, des Mittelmeers und des Südwest-Pazifiks vor.

## Merkmale
Sciaena sind längliche Fische mit spindelförmigem Körper und tief sitzendem, kegelförmigen Kopf. Das Maul ist klein bis mittelgroß und end- oder unterständig, waagerecht oder mit leicht hängenden Winkeln. Das Kinn weist weder Barteln noch Poren auf. Der Rand des Vordeckels ist glatt oder leicht gezähnt. Die Dornen der Kiemenreuse sind kurz. Die Rückenflosse ist durch eine Kerbe deutlich in zwei Teile geteilt und weist 10 bis 11 Hart- und 21 bis 24 Weichstrahlen auf. Die Afterflosse hat eine kurze Basis, einen kurzen zweiten Hartstrahl und neun bis zehn Weichstrahlen.

## Arten
Die Gattung umfasst drei Arten:
- Sciaena callaensis
- Sciaena deliciosa
- Meerrabe (Sciaena umbra)